# Коктобе (Майський район)
Коктобе́ (каз. Көктөбе) — село, центр Майського району Павлодарської області Казахстану. Адміністративний центр Коктобинського сільського округу.
Населення — 4041 особа (2021; 3815 у 2009, 4069 у 1999, 4636 у 1989).
Національний склад станом на 1989 рік:
- казахи — 55 %
- росіяни — 25 %

До 1992 року село називалось Білогор'є.